# Dicranota melanoleuca
Dicranota (Amalopina) melanoleuca là một loài ruồi trong họ Pediciidae. Chúng phân bố ở vùng Indomalaya.